# Filipowci
Filipowci, Filipovci (maced. Филиповци) – wieś w północno-wschodniej Macedonii Północnej, w gminie Kratowo.
Według rządowego spisu  osada liczy  112 mieszkańców i systematycznie się wyludniała; jeszcze w 1961 r. zamieszkiwało w niej 519 osób.